# Antena de Oro 2017
La llista de guardonats de la XLV edició dels premis Antena de Oro 2017 va ser anunciada el 10 d'octubre de 2017. L'entrega es va fer l'11 de novembre de 2017 al Gran Casino d'Aranjuez i fou presentada per Jose Toledo i Juan Ignacio Ocaña.

## Televisió
- Aquí la Tierra, de La 1 de TVE.
- Mónica Carrillo, Antena 3 Noticias, de Antena 3.
- Carlos Sobera, First Dates de Cuatro.
- Bertín Osborne, Mi casa es la tuya, de Telecinco.
- Helena Resano, LaSexta Noticias, de La Sexta.
- Antonio Jiménez, El cascabel de 13 TV.

## Ràdio
- Alberto Martínez Arias, director dels Serveis Informatius de RNE;
- Àngels Barceló, Hora 25, la Cadena SER.
- María José Navarro, d' Herrera en COPE.
- La Brújula, d'Onda Cero.
- Eduardo Castillo, After Work de Capital Radio.

## Política
- Albert Rivera
- Susana Díaz
- Íñigo Méndez de Vigo

## Trajectòria professional
- José María García
- Javier Gállego Jané

## Extraordinària
- Canal 24 Horas en el seu 20è aniversari
- Antonio González Terol, alcalde de Boadilla del Monte
- José Antonio Sánchez, president de RTVE
- Anselmo Pestana Padrón, president del Cabildo de l'illa de La Palma
- Unitat Militar d'Emergències
- Cossos de la Guàrdia Civil i Nacional de Policia.